# سیاره گمشده ۳
«سیاره گمشده ۳» (انگلیسی: Lost Planet 3) یک بازی ویدئویی در سبک تیراندازی سوم شخص است که توسط کپ‌کام و در سال ۲۰۱۳ منتشر شد. «سیاره گمشده ۳» در پلت‌فرم‌های اکس‌باکس ۳۶۰، پلی‌استیشن ۳، و مایکروسافت ویندوز منتشر شده‌است.